# Веселин Ковачев (сценограф)
Вижте пояснителната страница за други личности с името Веселин Ковачев.
Веселин Савов Ковачев е български художник, сценограф.
На 18 април 1929 г. в семейството на Сава Ковачев се ражда най-младата издънка на големия Попковачев род от Пазарджик. Веселин Савов Ковачев е роден в гр. Хисаря – Пловдивска област, тъй като майка му е от там. Няколко месеца след раждането се връщат в Пазарджик. Тук Веско получава образованието си.

## Биография
През 1947 г. завършва Първа мъжка гимназия.
От 1953 до 1958 г. учи във ВИИИ „Н. Павлович“ – София, специалност „Театрална декорация“ при професорите Иван Пенков и Георги Каракашев.
От 1959 до 1964 г. е художник проектант на новообразувания „Драматично-музикален театър“ – Пазарджик.
В този първи – Пазарджишки период 1954 – 1964 г. Веселин Ковачев реализира общо 34 постановки в оперети и 28 драматични пиеси.
Веселин Ковачев е автор с реализирани над двеста постановки – в професионалните театри в България и в Полша, ГДР, Македония.

## Хронология на сценичното творчество 1954 – 1964 г.

### Драматично-музикален театър – Пазарджик (сцената на бившето кино „Одеон“)
| Волният вятър               | Исак Дунаевски         | Константин Габровски | 28 март 1954      |
| Аршин Мал Алан              | Узеир Хаджибеков       | Иван Гайдарджиев     | 8 януари 1955     |
| Вампир                      | Антон Страшимиров      | Георги Тодоров       | 27 януари 1955    |
| Най-съкровеното             | Василий Соловьов-Седой | Георги Тодоров       | 18 февруари 1956  |
| Последна спирка             | Ерих Мария Ремарк      | Георги Морянов       | 20 ноември 1958   |
| Блокада                     | Камен Зидаров          | Георги Тодоров       | 24 ноември 1959   |
| Тартюф                      | Ж. Б. Молиер           | Георги Фратев        | 5 декември 1959   |
| Време за любов              | Димитър Вълчев         | Георги Фратев        | 23 декември 1959  |
| Корнелия                    | М. Чорчолини           | Веселин Михайлов     | 16 януари 1960    |
| Сражение преди боя          | Георги Методиев        | Георги Тодоров       | 5 март 1960       |
| Гонитба за щастие           | Т. Хехт                | Георги Тодоров       | 3 май 1960        |
| Дъга                        | М. Зарубин             |                      | 18 май 1960       |
| Криворазбраната цивилизация | Добри Войников         | Светослав Атанасов   | 1 октомври 1960   |
| Дяволската воденица         | Ян Дрда                | Георги Тодоров       | 29 октомври 1960  |
| Барабанчица                 | Аф. Салински           | Георги Тодоров       | 3 декември 1960   |
| От много любов              | Климент Цачев          | Александър Раев      | 28 януари 1961    |
| Син на века                 | И. П. Копиранов        | Георги Тодоров       | 9 март 1961       |
| Хъшове                      | Иван Вазов             | Атанас Попов-Павлов  | 28 април 1961     |
| Аршин Мал Алан              | Узиер Хаджибеков       | Светослав Атанасов   | 23 септември 1961 |
| Глас народен                | Георги Караславов      | Георги Тодоров       | 30 септември 1961 |
| Островът на Афродита        | Алексис Парнас         | Гаврил Маслев        | 11 ноември 1961   |
| Немци                       | Леон Кручковски        | Светослав Атанасов   | 11 декември 1961  |
| Борислав                    | Иван Вазов             | Светослав Атанасов   | 10 март 1962      |
| Кой идва вкъщи              | Иван Пеев              | Георги Тодоров       | 1962              |
| Бягство от нощта            | Братя Тур              | Гаврил Маслев        | 14 април 1962     |
| Птицепродавецът             | Карл Церер             | Светослав Атанасов   | 6 май 1962        |
| Веселата вдовица            | Франц Лехар            | Светослав Атанасов   | 8 декември 1962   |
| Краят на Раковица           | Людмил Стоянов         | Светослав Атанасов   | 19 януари 1963    |
| На добър час                | Виктор Розов           | Таги Шокролахи       | 2 март 1963       |
| Невероятен случай           | Христо Даскалов        | Георги Тодоров       | 13 април 1963     |
| Предвестници                | Иван Тренев            | Светослав Атанасов   | 16 октомври 1963  |
| Комедия от грешки           | Уилям Шекспир          | ван Хр. Иванов       | 19 януари 1964    |
| Мъжемразка                  | Ст. Л. Костов          | Тодор Иванов         | февруари 1964     |
| Жена от пътищата            | Тамара Джеджева        | Иван Хр. Иванов      | април 1964        |

## След 1970 г.

### На сцената наДраматично-куклен театър „Константин Величков“
- Карнавал – пиеса от Иван Шопов; Режисьор – Минчо Събев. 28 февруари 1970.

### На сцената наДраматичен театър „Н. О. Масалитинов“
От септември 1964 вече е в Пловдив, където работи като художник-проектант в театъра. От 1979 е и негов главен художник, а от януари до май 1991 г. е и изпълняващ длъжността директор на същия институт.
- Bai Ganyo, сценарий – Георги Данаилов, режисьор – Петър Кауков, 18 октомври 2001.[4]

### На сцената наАнтичният театърв Пловдив
- Медея, пиеса от Еврипид; Режисьор Любен Гройс. 18 октомври 1981.[5]

## Награди
- 1966 – Награда от Националния преглед на детската драматургия и театър – за „Златното перо“ от Леда Милева;[1]
- 1970 – Награда „Пловдив“ – за сценография;[3]
- 1975 – Наградата „Пенчо Георгиев“ на СБХ – София;[1]
- 1978 – Награда от Националния преглед „Младежка тема“;[3]
- 1979 – Награда на Районния национален преглед на българския театър – за „Босилек за Драгинко“ от Константин Илиев;[3]
- 1979 – Почетен знак – „Златна значка“ на САБ;
- 1979 – Награда на Съюза на артистите – за „Медея“;[1]
- 1984 – Награда на Националния преглед на театъра – за „Кошници“ от Йордан Радичков;
- 1985 – Награда на Българските профсъюзи – за „Обещай ми светло минало“;[3]
- 1989 – Награда на Националния преглед на театъра – за „Сън“ от Иван Радоев.[1]
- 2004 – Почетен знак на Пловдив.[6]

## Творчество
Творби на Веселин Ковачев се съхраняват в САБ – София, Пловдив – СБП и ОНС, Драматичен театър – Пловдив и галерия „Ст. Доспевски“ – Пазарджик.

### Самостоятелни изложби – „Сценография“
- Пловдив – 1979, 1989, 2001 г.; София – 1981 г.[6]
- ОХИ – Национални изложби „Сценография“: от 1961 до 1988 г.

### Участия в международни изложби
- Световно сценографско квадриенале „Прага“ – 1967, 1971, 1975, 1979, 1983;[1]
- Биенале „Нови Сад“ – 1972, 1975, 1978; биенале в Сао Пауло – 1968 г.[6]

### Участие в изложби „Българска сценография“
- Париж – 1973, Варшава – 1980, Токио – 1986.[6]

### Филмография
- Възстановителна репетиция – Сценарий Мирослава Кортенска; Режисьор Светослав Овчаров – 2014 г.[7]

## Преподавателска дейност
- 1969 – 1989 г. – Пловдив – Център за художествена самодейност, сценография, към Окръжния съвет за изкуство и култура;[6]
- 1975 – 1995 г. – Пловдив – Средно специално художествено училище за сценични кадри.[6]